# Salix dunnii
Salix dunnii ist eine Art aus der Gattung der Weiden (Salix) und wächst als Strauch oder kleiner Baum. Die Blattspreiten haben eine Länge von meist 2,5 bis 4 Zentimetern. Das natürliche Verbreitungsgebiet der Art liegt in China.

## Beschreibung
Salix dunnii wächst als Strauch oder kleiner Baum. Junge Zweige sind purpurn, dicht daunig behaart und verkahlen später. Die Laubblätter haben einen 2 bis 3 Millimeter langen, dicht daunig behaarten, bei jungen Blättern an der Spitze drüsigen, Blattstiel. Die Blattspreite ist elliptisch oder elliptisch-lanzettlich, 2,5 bis 4 Zentimeter lang und 1,5 bis 2 Zentimeter breit. Der Blattrand ist spärlich gesägt bis beinahe ganzrandig. Die Blattbasis ist breit keilförmig bis gerundet oder schwach herzförmig, das Blattende stumpf gerundet oder spitz und meist bespitzt. Die Blattoberseite ist fein behaart, die Unterseite weißgrau, dicht und angedrückt zottig behaart oder beide Seiten sind dicht flaumig, weißgrau oder bräunlich behaart.
Die männlichen Blütenstände sind etwa 5 Zentimeter lange und 4 Millimeter durchmessende, locker mit Blüten besetzte Kätzchen. Der Blütenstandsstiel ist etwa 1 Zentimeter lang und trägt drei bis fünf kleine Blätter. Die Blütenstandsachse ist weißgrau daunig behaart. Die Tragblätter sind eiförmig oder verkehrt-eiförmig und haben etwa ein Drittel der Länge der Staubblätter. Die Blattbasis ist auf beiden Seiten daunig behaart und bewimpert, das Blattende ist spitz oder leicht stumpf. Männliche Blüten haben eine kurz konische, adaxiale Nektardrüse und können eine weitere dreilappige abaxiale haben. Es werden drei bis sechs Staubblätter gebildet, die Staubfäden sind an der Basis flaumig behaart, die Staubbeutel sind eiförmig und gelb. Die weiblichen Kätzchen sind etwa 4 bei Fruchtreife bis 6,5 Zentimeter lang. Der Blütenstandsstiel trägt drei bis fünf manchmal sechs kleine Blätter, die Blütenstandsachse ist dicht flaumig behaart. Die Tragblätter gleichen denen der männlichen Kätzchen. Weibliche Blüten können eine dreilappige adaxiale Nektardrüse aufweisen, die etwa ein Drittel der Länge der Nebenblätter erreicht. Der Fruchtknoten ist schmal eiförmig, kahl und lang gestielt. Der Griffel ist kurz, die Narbe zweilappig. Salix dunnii blüht im April, die Früchte reifen im Mai.

## Verbreitung und Ökologie
Das natürliche Verbreitungsgebiet liegt in der chinesischen Provinz Fujian, im Norden von Guangdong, in Jiangxi und Zhejiang. Dort wächst die Art in der Nähe von Flüssen.

## Systematik
Salix dunnii ist eine Art aus der Gattung der Weiden (Salix) in der Familie der Weidengewächse (Salicaceae). Dort wird sie der Sektion Wilsonia zugeordnet. Sie wurde 1916 von Camillo Karl Schneider in Plantae Wilsonianae erstmals wissenschaftlich beschrieben. Synonyme der Art sind Pleiarina dunnii (C.K. Schneid.) N. Chao & G.T. Gong und Salix changchowensis Metcalf.
Es werden zwei Varietäten unterschieden:
- Salix dunnii var. dunnii: Die Unterseite der Laubblätter ist weißgrau, dicht angepresst zottig behaart, die Oberseite ist fein behaart, bei jungen Blättern dichter als bei älteren
- Salix dunnii var. tsoongii (W. C. Cheng) C. Y. Yu & S. D. Zhao: Beide Seiten der Laubblätter sind dicht weißgrau oder braun und flaumig behaart.[1]